# 陆腾
陆腾（6世紀—578年），字显圣。代人，北魏东平王陆俟玄孙，陆旭之子。
少年时慷慨有大节。在北魏末年，起家员外散骑侍郎。从尔朱荣平葛荣，以功赐清河县伯，娶东莱王元贵平之女安平公主，转任通直散骑常侍。魏孝武帝元修西迁，陆腾受命到青州，于是留在邺城。东魏兴和初年，为征西将军、阳城郡守。西魏大统九年（543年），西魏攻破阳城，陆腾为宇文泰所俘，因谙悉东州人物时事，被任为帐内大都督。转任武卫将军。陆腾善于运用各种战术。安康人黄众宝聚众作乱，围攻东梁州，城内粮绝，派陆腾率兵解危，大获全胜，拜为龙州刺史，破境内李广嗣等坞堡。陆腾受宇文泰信重。西魏末年官至骠骑大将军、开府仪同三司。转任江州刺史，击破木笼僚。前后破平诸敌，积功甚多。周武帝保定初年，为隆州总管，多次击破蛮、僚诸部。天和年间，随宇文宪入蜀，转任江陵总管，与南陈作战，陆腾奋击，击退陈兵，以功加上柱国，进爵上庸郡公。官至大司空。镇守泾州。宣政元年（578年）陆腾卒。谥号定。其子陆玄、陆逸、定陵怀公陆融、陆冰。

## 延伸阅读
[在维基数据编辑]
 《周書/卷28》，出自令狐德棻《周書》
 《上庸公陸騰勒功碑》